# Getz/Gilberto
Getz/Gilberto è un album di Stan Getz e João Gilberto, pubblicato nel marzo del 1964 dalla Verve (LP Verve V6-8545).

## Il disco

### La storia
Dopo l'affermazione straordinaria dell'album Jazz Samba, del 1962, e del singolo Desafinado, il sassofonista Stan Getz decise di proseguire, sotto l'egida della Verve Records e del produttore Creed Taylor, la realizzazione di nuovi dischi nel genere da lui lanciato, affiancandosi ai migliori musicisti brasiliani.
La moda della bossa nova era ormai lanciata; il nuovo genere aveva visto sancito il suo successo nel concerto del 21 novembre 1962 alla Carnegie Hall, al quale avevano partecipato alcuni degli artisti brasiliani emergenti: tra di loro Luiz Bonfá e João Gilberto. Il primo, chitarrista e autore brasiliano, era noto soprattutto per Manhã de Carnaval, dalla colonna sonora del film Orfeu Negro. Il secondo, cantante e geniale chitarrista, era il più popolare esponente del genere che aveva contribuito ad inventare e a imporre nel suo paese; era stato anche l'indiretto ispiratore di Jazz Samba.
Dopo un tentativo di suonare il nuovo samba con una grande orchestra, in Big Band Bossa Nova nell'agosto del 1962, Getz e Taylor decisero che era ora di portare negli Stati Uniti questi musicisti, anche per anticipare le offerte che provenivano da altri noti jazzisti statunitensi.
Creed Taylor, con grande intuito, aveva già fatto arrivare Antônio Carlos Jobim dal Brasile.
Nel febbraio del 1963, Taylor riunì in sala d'incisione un gruppo formato da Bonfá, Jobim, Getz, il suo gruppo abituale e alcuni musicisti brasiliani. Ne scaturì l'album Jazz Samba Encore!, virtuale seguito del primo fortunato Jazz Samba. Il risultato fu un disco abbastanza discontinuo: Bonfá, grande musicista, non era certamente avvezzo alla "batida" della bossa nova come veniva praticata dai nuovi innovatori e la collaborazione con Jobim non fu delle migliori (ai due era stata affidata la conduzione artistica e gli arrangiamenti). Paradossalmente, la bossa nova, in quel disco, ce la misero i musicisti nordamericani più che i brasiliani. Si trattò, in effetti, di un primo esperimento. Il bello doveva ancora venire.
Nel marzo dello stesso anno si riunì, sempre a New York, un gruppo decisamente più affiatato e meglio assortito. Jobim ebbe maggior voce in capitolo e Getz si trovava ormai perfettamente a suo agio con il ritmo e la melodia della bossa nova. Ma soprattutto, il protagonista del nuovo disco doveva essere João Gilberto con la sua voce nasale e la sua magica chitarra.
In due storiche sessioni, registrate da Phil Ramone, agli A&R Studios di New York, il 18 e il 19 marzo, il gruppo, composto anche da una sezione ritmica brasiliana in cui spiccava il batterista Milton Banana, registrò una decina di pezzi che sono entrati nella storia sia del jazz che della musica brasiliana.
Dirà Creed Taylor: "Avevo rapporti con i musicisti brasiliani in virtù dell'album Jazz Samba: amavo quel disco, ma naturalmente non c'erano brasiliani. Ma quando i veri ragazzi entrarono in studio, João e Jobim, quello fu magico. (...) Wow! Questo è qualcosa di veramente nuovo."

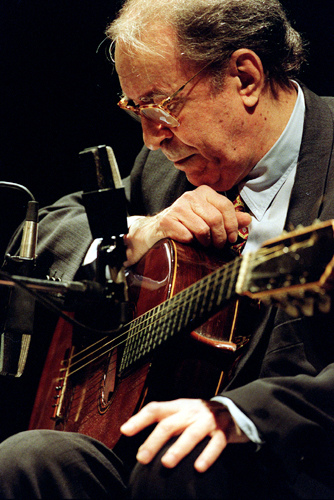
João Gilberto.

João Gilberto cantò tutte le canzoni a suo modo in portoghese. Con grande fiuto Creed Taylor fece cantare due pezzi, in inglese, alla moglie del chitarrista, Astrud.
Astrud Gilberto non aveva nessuna esperienza, non aveva mai cantato professionalmente. Era venuta negli Stati Uniti per accompagnare il marito e per fargli da interprete. Su insistenza di Taylor e Getz registrò The Girl From Ipanema e Corcovado.
Pare che João e Jobim non fossero d'accordo. In ogni caso fu proprio João ad annunciare alla moglie la decisione di farla partecipare alla registrazione. Parte del merito pare da attribuirsi alla moglie di Getz, Monica, che suggerì al marito di far cantare The Girl From Ipanema, in inglese, alla giovane e affascinante Astrud intuendo il potenziale successo che, in effetti, la canzone avrebbe avuto.
L'album e il singolo The Girl From Ipanema/Corcovado, attribuito a Stan Getz e Astrud Gilberto, uscirono nei primi mesi del 1964, portando la bossa nova ai suoi massimi livelli di popolarità.
Astrud Gilberto rimase alla corte di Stan Getz per qualche tempo e a quella di Creed Taylor e della Verve Records fino al 1969 ottenendo buoni successi e rimanendo per sempre nell'immaginario come la vera "ragazza di Ipanema".
La popolarità della bossa nova negli Stati Uniti continuò per qualche tempo e i protagonisti di questo celebre album ebbero la loro consacrazione in un famoso concerto "sold out" alla Carnegie Hall di New York, il 9 ottobre 1964, ripreso nel disco Getz/Gilberto #2.

### La musica
Getz/Gilberto contiene alcune delle composizioni di Antônio Carlos Jobim che sono diventate degli "standard" nella musica leggera e nel jazz.
João Gilberto si era già dimostrato il miglior interprete di queste canzoni nel suo paese. In questo disco è il protagonista assoluto: la sua voce nasale, priva di vibrato, e la sua chitarra, decisa, martellante, incalzante, sono un sunto e il vertice massimo di quel genere nato pochi anni prima in Brasile.
Il sassofono di Stan Getz, paradossalmente, si alterna alla voce di João proprio con l'uso del vibrato (di fatto letteralmente abolito dallo spirito minimalista della prima bossa nova), ma sempre con frasi delicatissime. "Quando Stan suona, suona!", dirà Creed Taylor: in effetti Getz pare entrare subito in sintonia con i musicisti brasiliani. I suoi assoli sottolineano in maniera perfetta, impreziosendole con un linguaggio tipicamente cool, le melodie di Antônio Carlos Jobim.
Il compositore brasiliano, con il suo pianoforte, accompagna l'incalzare deciso e le atmosfere sommesse di Gilberto con frasi discrete, ma preziose.
La sezione ritmica è brasiliana e rappresenta un salto di qualità decisivo rispetto ai precedenti album "brasiliani" di Stan Getz.
Sostengono il tempo in modo perfetto, incessante e instancabile, dando la possibilità a João Gilberto di adeguare la sua voce e la sua chitarra alle sottolineature di ogni frase (ad esempio in Desafinado e in Só Danço Samba ). I rallentamenti e le accelerazioni del cantante avrebbero messo in crisi qualunque sezione ritmica, ma non Milton Banana e Sebastião Neto (entrambi accompagnatori di fiducia di Jobim).
La voce di Astrud Gilberto diventerà il marchio di fabbrica della bossa nova negli Stati Uniti e di questo disco, ma appare un po' fuori luogo se ascoltata nel contesto. Non perfettamente intonata, monocorde, ma affascinante e, a tratti, sensuale, appare dar ragione alle obiezioni di Antônio Carlos Jobim che non voleva Astrud nel disco; conferma, invece, l'intuizione di Stan Getz e di Creed Taylor visto il successo di The Girl From Ipanema che diventerà simbolo, nell'immaginario collettivo, del sole, delle spiagge dorate, della proverbiale bellezza delle donne brasiliane.

### Il successo
Getz/Gilberto è ritenuto, da alcune fonti, il più venduto album jazz della storia; contende il primato a Jazz Samba del 1962.
L'album rimase 96 settimane nella classifica di Billboard e raggiunse la posizione nº2 preceduto solo dai Beatles. Il singolo The Girl From Ipanema arrivò al 5º posto della classifica a metà del 1964.
Getz/Gilberto ha vinto vari Grammy Award nel 1965 (premi per le produzioni del 1964):
- miglior album dell'anno (João Gilberto, Stan Getz);
- Best Instrumental Jazz Performance - Small Group or Soloist with Small Group (Stan Getz);
- Best Engineered Recording, Non-Classical (Phil Ramone).

Nel 1999 è stato inserito nella Grammy Hall of Fame.
The Girl From Ipanema ha vinto, anch'esso, il Grammy Award nel 1965 (premi per le produzioni del 1964) come Record of the Year (Astrud Gilberto, Stan Getz)
Inoltre, sempre ai Grammy Award del 1965, Astrud e Antônio Carlos Jobim sono stati nominati come Best New Artist (ma hanno perso contro i Beatles), João come Best Male Vocalist (ma ha perso contro Louis Armstrong con Hello Dolly!), il paroliere Gene Lees (giornalista di Down Beat e autore del testo inglese di Corcovado) come Best Album Notes. La concorrenza era agguerrita: oltre ai Beatles (appena sbarcati negli Stati Uniti) e a Armstrong, si contesero i premi Barbra Streisand con People, Henry Mancini, Leonard Bernstein e persino Bill Cosby. Che la bossa nova fosse di moda lo dimostra un premio al chitarrista brasiliano Laurindo Almeida.
Nel 2003 la rivista Rolling Stone l'ha inserito al 454º posto della sua lista dei 500 migliori album.

## Tracce
1. The Girl From Ipanema (Antônio Carlos Jobim, Vinícius de Moraes, Norman Gimbel) - 5:22
2. Doralice (Dorival Caymmi, Antonio Almeida) - 2:44
3. Para Machucar Meu Coração (Ary Barroso) - 5:04
4. Desafinado (Off Key) (Antônio Carlos Jobim, Newton Mendonça) - 4:11
5. Corcovado (Quiet Nights of Quiet Stars) (Antônio Carlos Jobim, Gene Lees) - 4:14
6. Só Danço Samba (Antônio Carlos Jobim, Vinícius de Moraes) - 3:43
7. O Grande Amor (Antônio Carlos Jobim, Vinícius de Moraes) - 5:24
8. Vivo Sonhando (Dreamer) (Antônio Carlos Jobim) - 2:53
9. The Girl from Ipanema - 45 rpm issue (Antônio Carlos Jobim, Vinícius de Moraes, Norman Gimbel) - 2:46 (*)
10. Corcovado (Quiet Nights of Quiet Stars) - 45 rpm issue (Antônio Carlos Jobim, Gene Lees) - 2:21 (*)

(*) Non presente nel LP originale (Verve V6-8545); versione presente sul 45 giri originale (Verve VK 10322) attribuito a Stan Getz e Astrud Gilberto.

## Formazione
- Stan Getz - sax tenore
- João Gilberto - chitarra, voce
- Antônio Carlos Jobim - pianoforte
- Sebastião Neto - contrabbasso (*)
- Milton Banana - batteria
- Astrud Gilberto - voce

(*) In tutte le riedizioni del disco viene citato Tommy Williams al contrabbasso. Sebastião Neto non fu accreditato dopo essere stato assunto da un'altra etichetta discografica, la Audio Fidelity. Di conseguenza, il contrabbassista accreditato su Getz/Gilberto è Tommy Williams, il bassista regolare di Getz. Tuttavia, Williams non partecipò alle sessioni di registrazione.